# Memecylon myricoides
Memecylon myricoides är en tvåhjärtbladig växtart som beskrevs av Charles Victor Naudin. Memecylon myricoides ingår i släktet Memecylon och familjen Melastomataceae.
Artens utbredningsområde är Madagaskar. Inga underarter finns listade i Catalogue of Life.